# Ernst Gisel

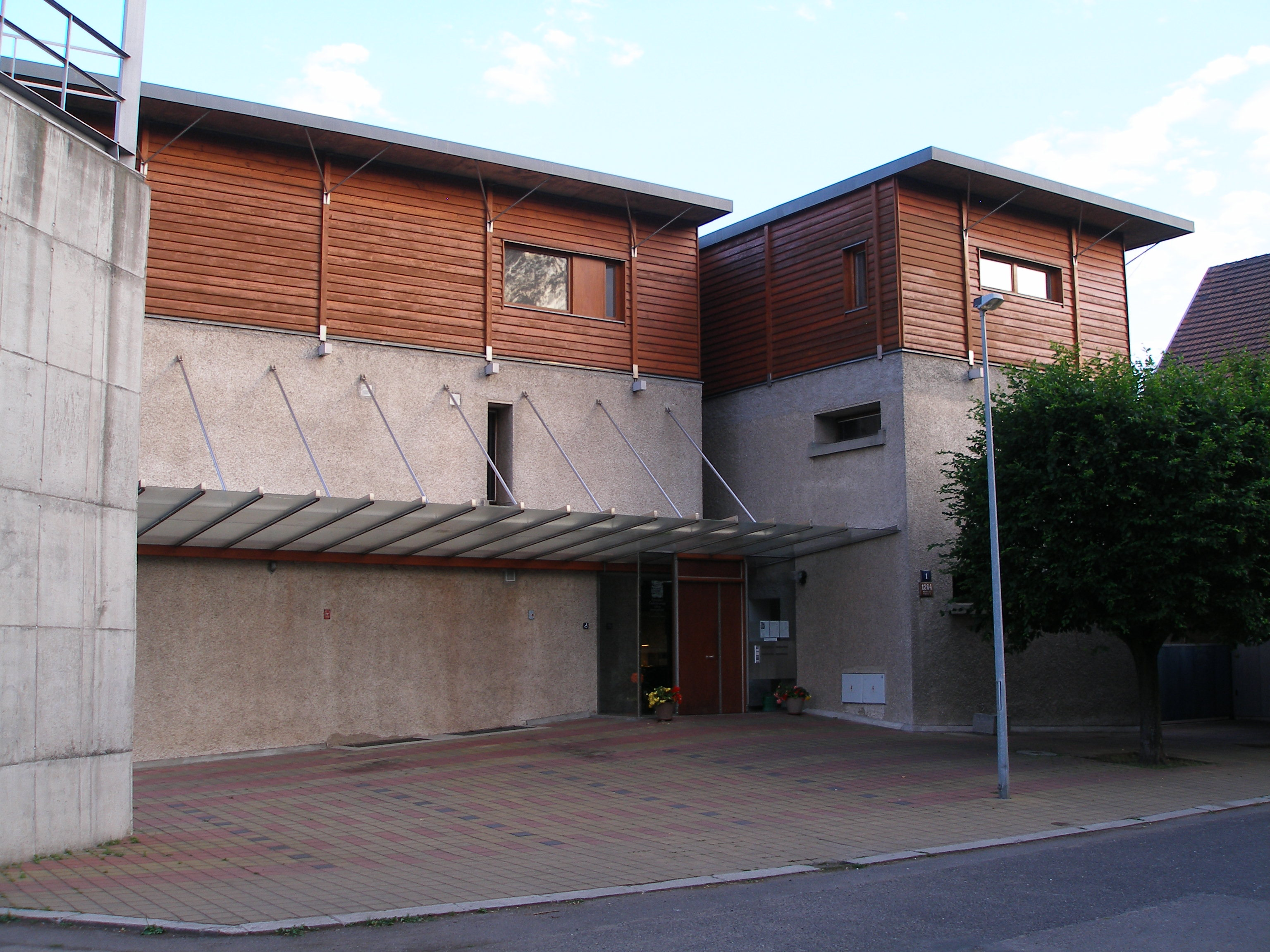
Jedno z Giselových děl – pražský kostel U Jákobova žebříku

Ernst Gisel (8. června 1922 Adliswil, Švýcarsko – 6. května 2021 Curych) byl švýcarský architekt a pedagog.

## Život
Mezi roky 1940 a 1942 studoval na curyšské School of Design, v níž se specializoval na architekturu. V roce 1944 nastoupil do kanceláře Alfreda Rotha, ale již následující rok (1945) si spolu s Ernstem Schaerem založili kancelář vlastní. Během padesátých a šedesátých let 20. století vyprojektoval Gisel několik kostelů, například v Effretikonu (1959–1961), v Reinachu (1961–1963) či pražský kostel U Jákobova žebříku (1968–1971). Navrhl ale také curyšské divadlo, dále školy nebo obecní budovy.
V letech 1960 a 1985 získal v Curychu „Prämierung guter Bauten“. Roku 1966 byl jmenován za čestného člena Svazu německých architektů (Bundes Deutscher Architekten, BDA). Další ocenění získal roku 1967, kdy mu byla ve Stuttgartu udělena Paul-Bonatz-Preis.
Od roku 1968 do roku následujícího přednášel na švýcarském federálním technologickém institutu. Následně přešel na Technickou univerzitu v Karlsruhe, kde vydržel dva roky (až do 1971). Roku 2004 získal za svou architektonickou činnost čestný doktorát.